# Cortinarius glaucopus
Cortinarius glaucopus (Jacob Christian Schäffer, 1774 ex Samuel Frederick Gray, 1821), a încrengăturii Basidiomycota, din familia Cortinariaceae și genul Cortinarius, este o ciupercă comestibilă, denumită în popor pâsloșel sau purpuriu de păianjen. Acest burete coabitează, fiind un simbiont micoriza (formează micorize pe rădăcinile arborilor). În România, Basarabia și Bucovina de Nord, se dezvoltă de la câmpie la munte, solitar sau în grupuri, chiar și în cercuri de vrăjitoare, în păduri de conifere  cu drag montane și în cele mixte, preferat sub molizi și sol calcaros. Timpul apariției este din iunie până în octombrie (noiembrie), fiind o specie destul de frecvent întâlnită.
Epitetul se trage din cuvântul latin (latină glaucus=gri-albăstrui, gri-verzui), nume cauzat suprafeței pălăriei și a piciorului.

## Istoric
Numele binomial Agaricus glaucopus a fost determinat de savantul german Jacob Christian Schäffer în volumul 4 al operei sale Fungorum qui in Bavaria et Palatinatu circa Ratisbonam nascuntur icones, nativis coloribus expressae din 1774 și transferat corect la genul Cortinarius sub păstrarea epitetului prin micologul englez Samuel Frederick Gray, de verificat în volumul 1 al renumitei sale lucrări A natural arrangement of British plants din 1821.
Toate celelalte încercări de modificare nu s-au impus și pot fi neglijate (vezi infocaseta).

## Descriere
Mai întâi trebuie menționat că ciuperca este foarte variabilă în formă și culoare. Astfel au fost descrise diverse variații ca de exemplu Cortinarius (Phlegmacium) glaucopus var. acyaneum  M.M.Moser (1960)  sau Cortinarius glaucopus var. olivaceus  M.M.Moser (1985)  care însă nu  pot fi văzuți drept taxoni independenți din cauza tranzițiilor lor fluide. Sporii deosebit de mici și fibra densă a pălăriei reprezintă cele mai bune caracteristici. În urmare, toate proprietățile sunt incluse.

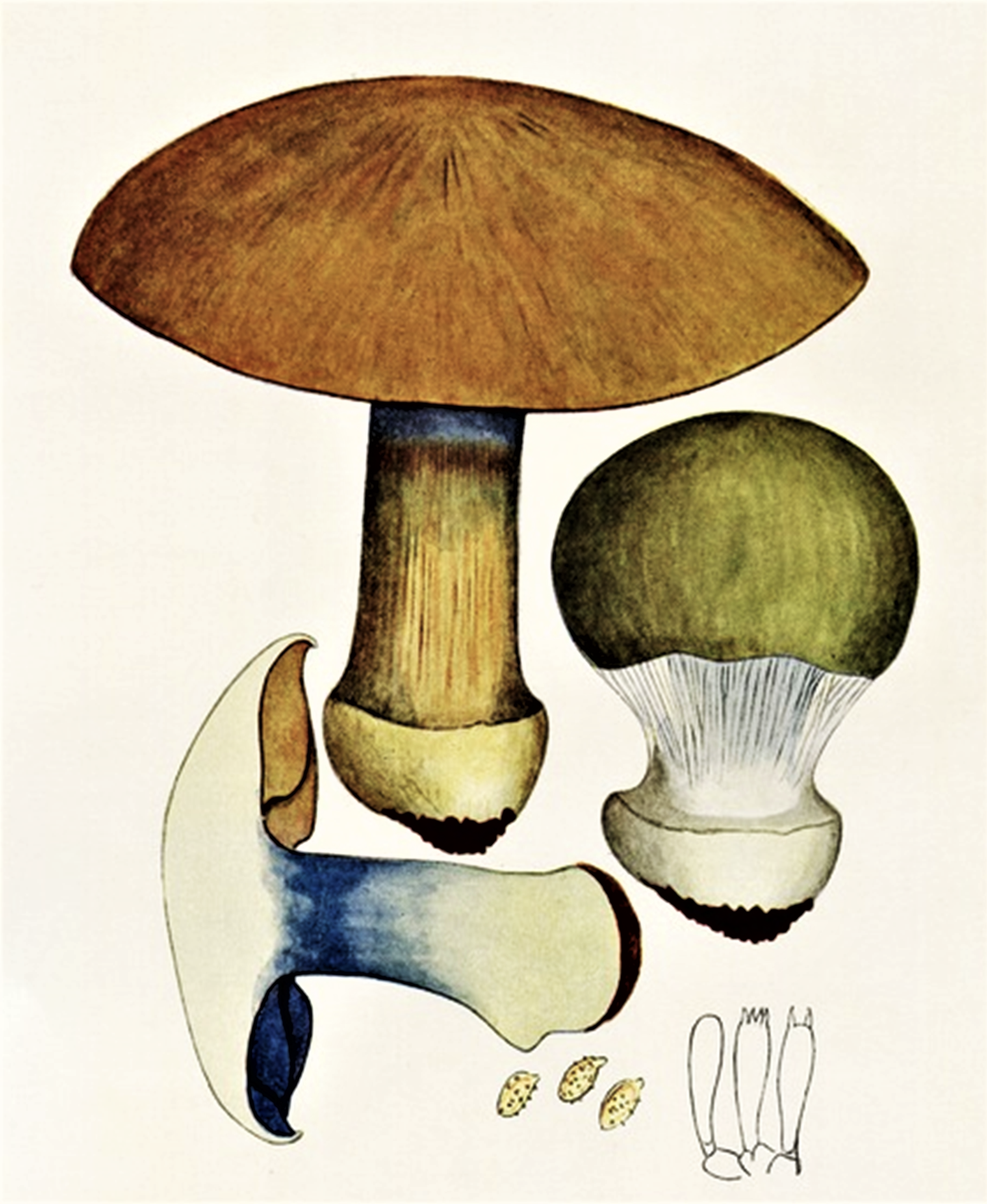
Bres.: Cortinarius glaucopus

- Pălăria: are un diametru între 5 și 12 (14) cm, este compactă, la început boltită semisferic, dar devine în scurt timp convexă și apoi deseori plată, dar marginea rămâne mereu mai mult sau mai puțin răsucită spre interior; În tinerețe poartă fragmente ale vălului parțial în formă de cortină albicioasă cu nuanțe liliacee, formată din fibre foarte fine ca păienjeniș între marginea pălăriei și picior. Cuticula este fibroasă, uneori flocos-scămoasă, lucios-mătăsoasă și lipicioasă. Coloritul ei variază tare și poate fi gri-brun, gri-roșiatic, ruginiu, gri-verzui, gri-albăstrui, verde-albăstrui sau violet-măsliniu.
- Lamelele: sunt destul de late și mai mult sau mai puțin dense cu multe lameluțe intercalate, bombat aderate la picior și muchii neregulate, fiind învăluite la început de sus menționata cortină albicioasă. Coloritul este în tinerețe lila sau de culoarea argilei cu ton violet, apoi gri-violet și la bătrânețe gri-brun  până brun de scorțișoară.
- Piciorul: are o lungime de 5-10 cm și o lățime 1,5 până la 3 (4) cm, este cărnos, plin, dar în vârstă spongios pe dinăuntru, și, depinde de variație mai umflat cilindric sau mai bombat. El poate fi uneori mai scurt decât diametrul pălăriei. Prezintă un bulb pronunțat la bază sau este doar îngroșat clavat. Coloritul inițial palid albăstrui, slab lila, nu rar lucind metalic, se decolorează cu timpul, devenind ocru până ruginiu. Nu poartă un inel.
- Carnea: rămâne pentru timp lung fermă, este în pălărie alb-gălbuie, în picior cu nuanțe puternice de violet și în bulb foarte deschis maronie. Odată tăiată longitudinal, carnea bazei se brunează. Mirosul este în tinerețe imperceptibil, dar devine cu timpul ceva fistichiu mucegăit, asemănător drojdiei, gustul fiind plăcut.[4][5]
- Caracteristici microscopice: are spori mici, elipsoidali, aproape în formă de alune și punctat-aspri cu o mărime de 7-9 x 4-5 microni. Pulberea lor este deschis ruginie. Basidiile (celulele purtătoare de spori) în formă de măciucă și pediculate cu 2-4 sterigme fiecare măsoară 30-55 x 7-9 microni. Cistidele (elemente sterile situate în stratul himenal sau printre celulele din pielița pălăriei și a piciorului, probabil cu rol de excreție) clavate nu sunt descrise mai precis.[12]
- Reacții chimice: Cuticula se colorează cu hidroxid de potasiu brun-ruginiu.[13]

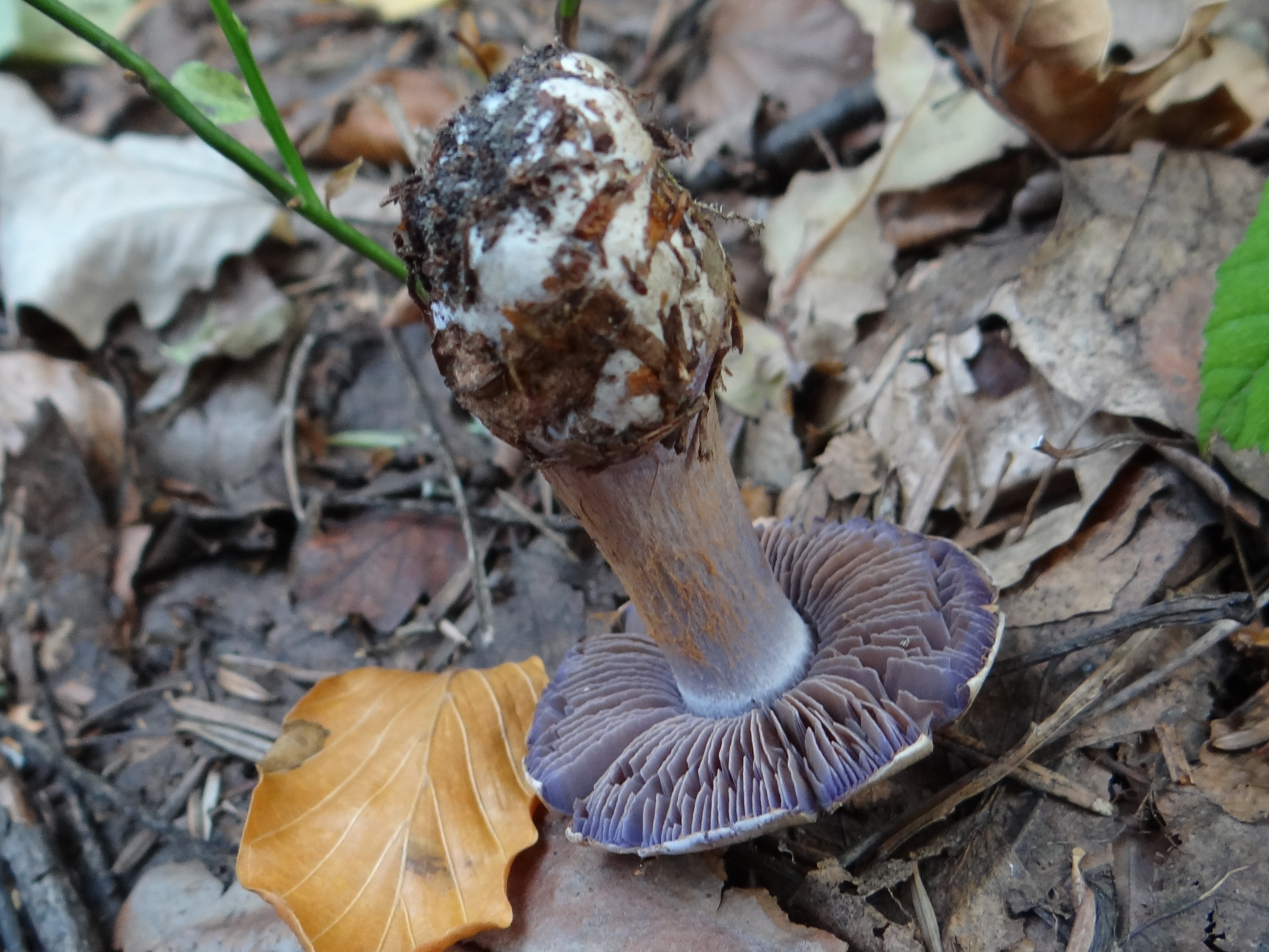
C. glaucopus mai tânăr: lamele și picior
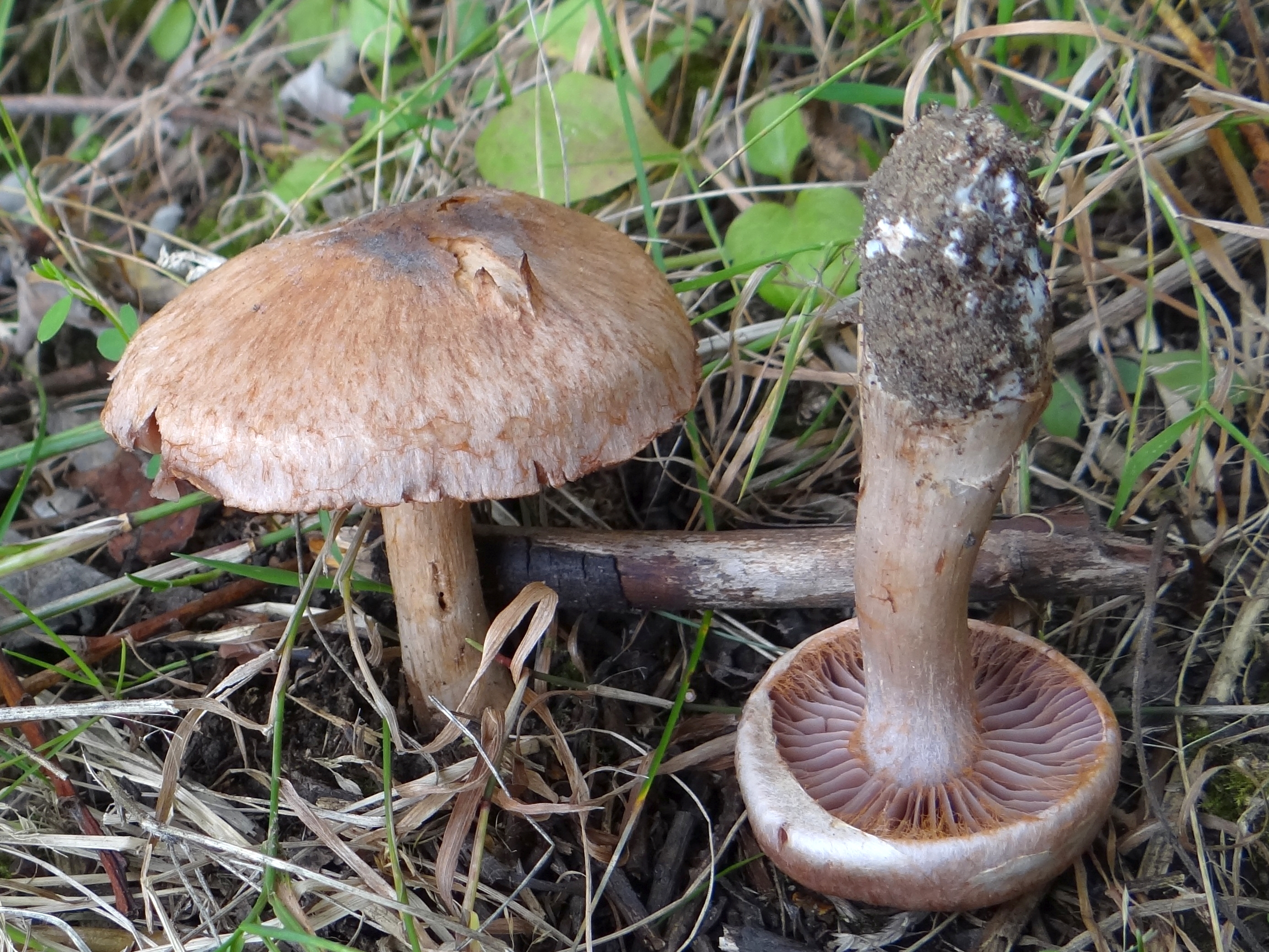
C. glaucopus matur: pălărie, lamele și picior
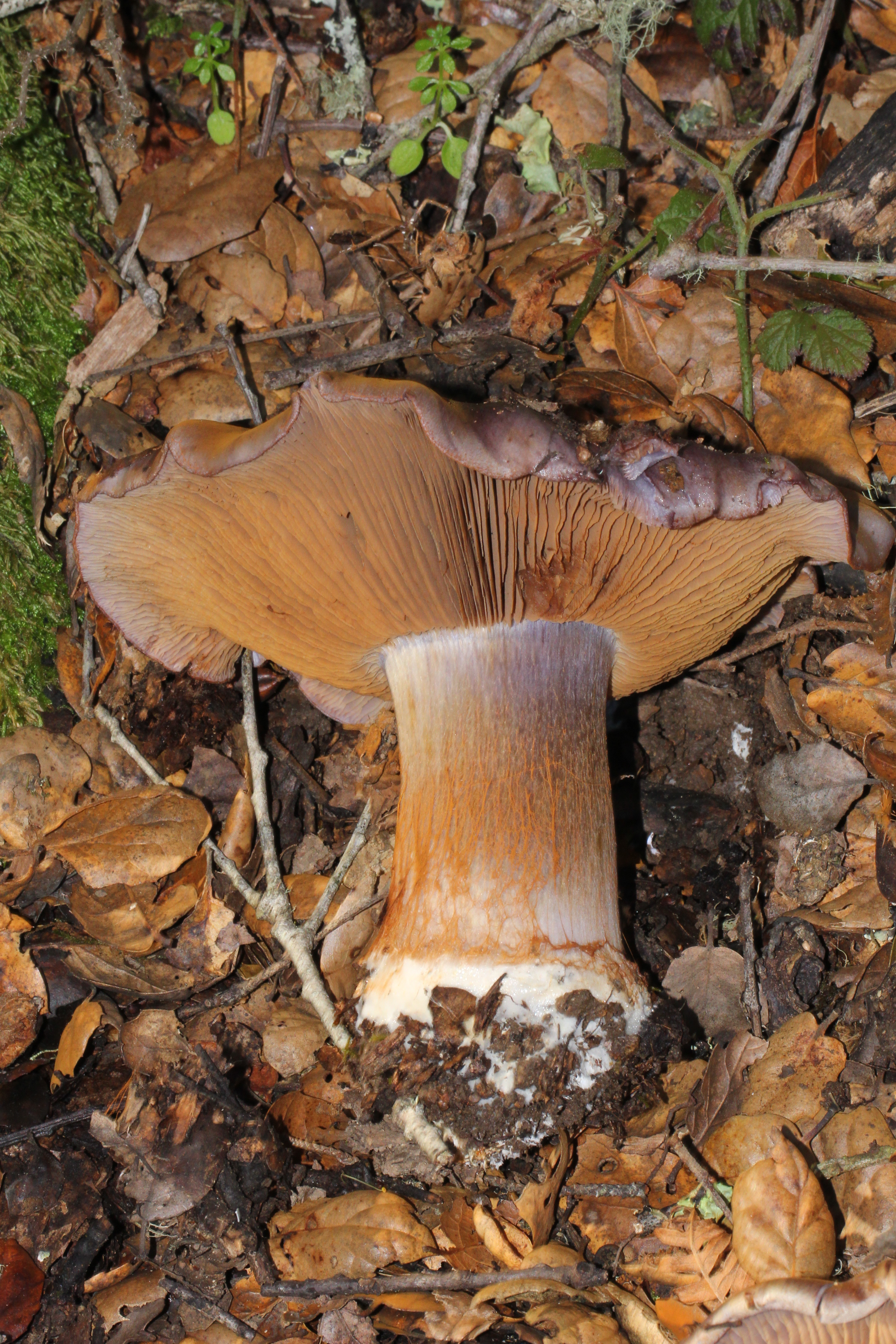
C. glaucopus bătrân, aspect lateral

## Confuzii
Acest burete, ca și tot genul, este numai ceva pentru cunoscătorii profunzi ai materiei. Astfel specia poate fi confundată destul de ușor  cu alte soiuri comestibile, necomestibile, dar și foarte otrăvitoare, de exemplu cu: Cortinarius alboviolaceus (necomestibil, în tinerețe cu lamele gri-violete, miros și gust de cartofi cruzi), Cortinarius anomalus (comestibil, de valoare scăzută), Cortinarius balteatus (tânăr comestibil),  Cortinarius caerulescens (necomestibil), Cortinarius camphoratus (necomestibil), Cortinarius caninus (comestibil), Cortinarius collinitus (comestibil), Cortinarius crassus (comestibil), Cortinarius cyanites (necomestibil, în tinerețe cu lamele albastru-violete, la bătrânețe brun-violete, miros dulcișor și gust amar), Cortinarius iodes (comestibil, cu cuticulă mucoasă, în tinerețe cu lamele violete, carnea fiind albă, miros și gust neostentativ), Cortinarius infractus (necomestibil, extrem de amar), Cortinarius laniger (necomestibil), Cortinarius largus (necomestibil), Cortinarius malachius (necomestibil), Cortinarius purpurascens (comestibil), Cortinarius rufo-olivaceus (necomestibil), Cortinarius salor (comestibil, cu cuticulă mucoasă, în tinerețe cu lamele violete, carnea fiind albicioasă până gri-brună cu nuanțe de albastru, miros și gust neostentativ), Cortinarius scaurus (necomestibil), Cortinarius torvus (necomestibil), Cortinarius traganus (destul de otrăvitor), Cortinarius violaceus (comestibil, pălăria, lamelele și carnea albastru-violet, miros de lemn de cedru și gust plăcut) respectiv cu Lepista nuda (comestibilă, cu cuticulă brun-violetă, picior violet-cenușiu, carne roz-violacee; miros parfumat ca de viorele și gust plăcut).

## Specii asemănătoare în imagini

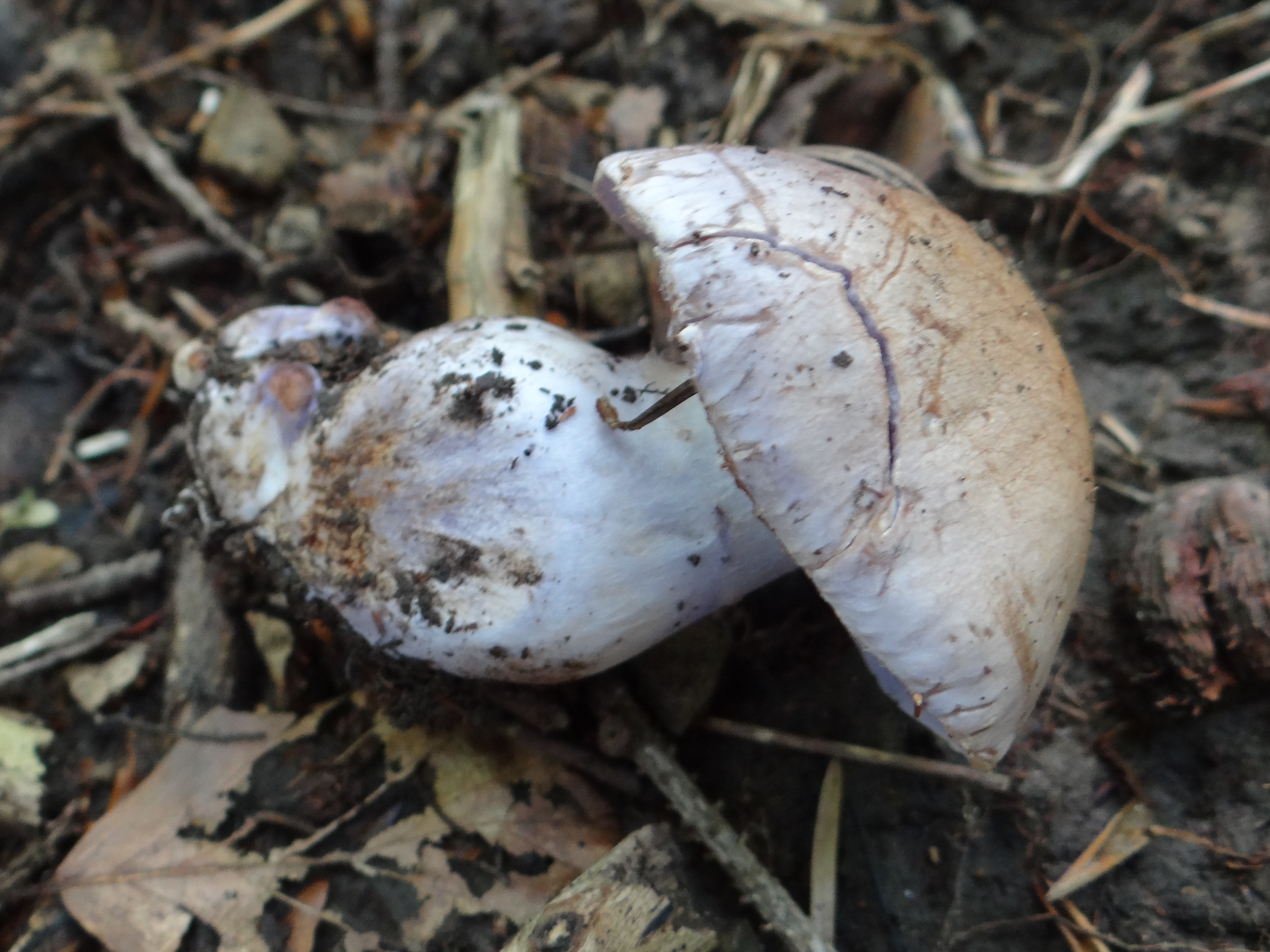
!Cortinarius-alboviolaceus!
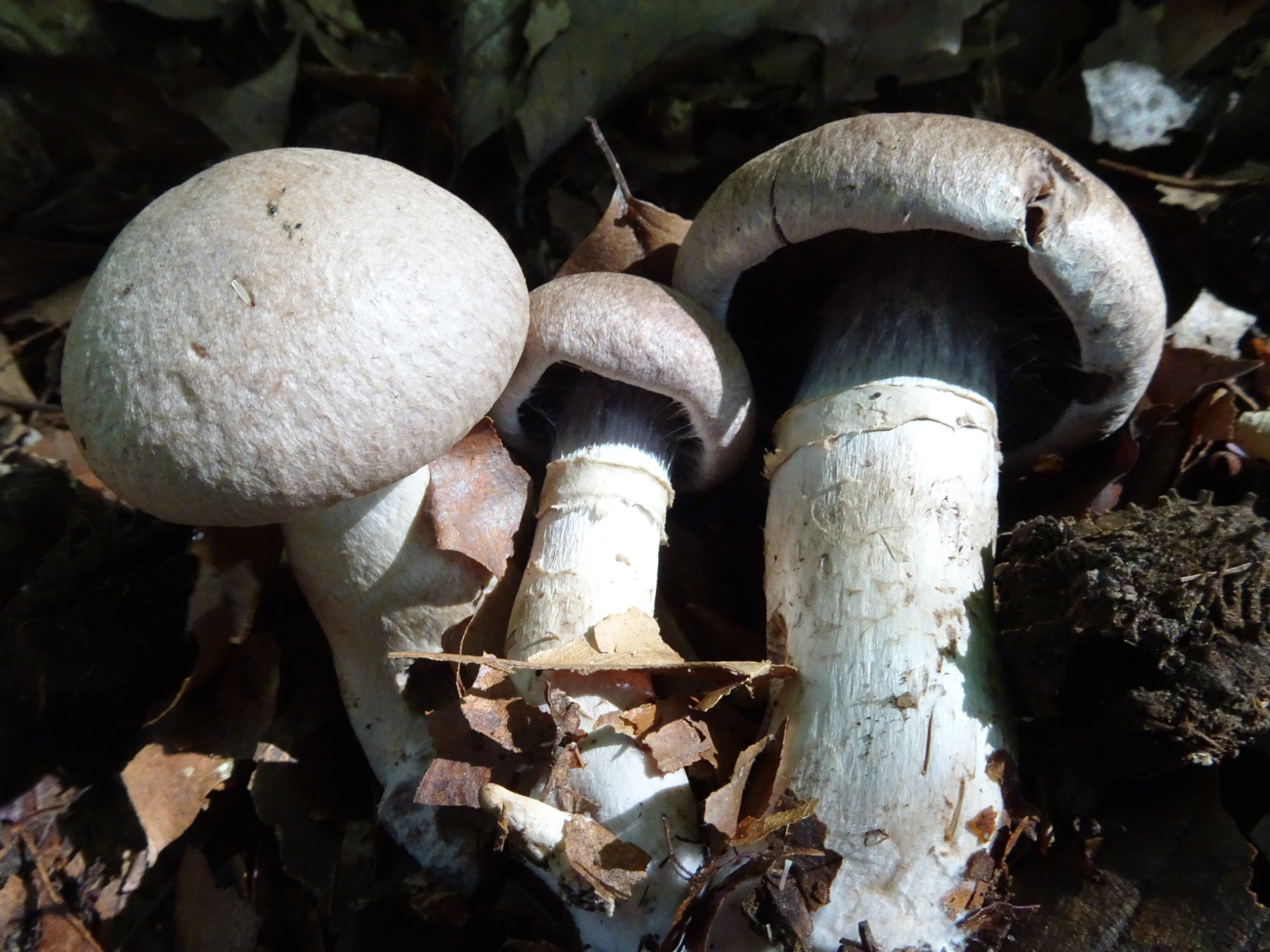
ortinarius anomalus
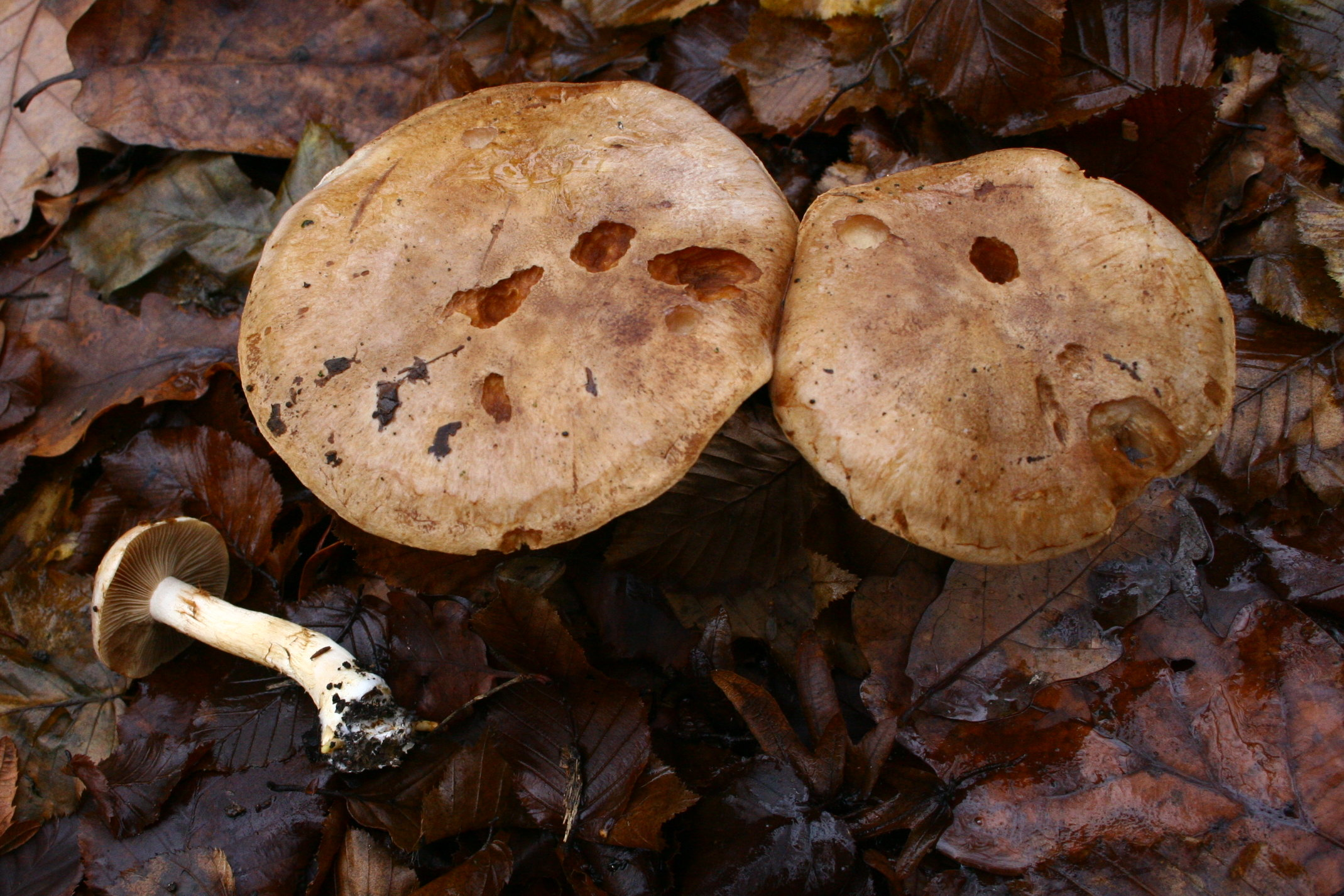
Cortinarius balteatus
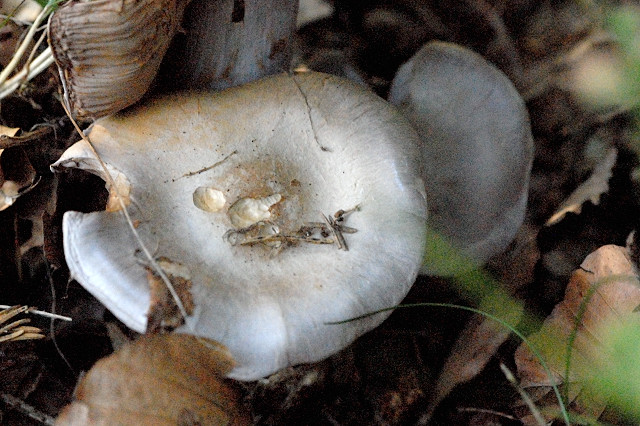
!Cortinarius caerulescens!
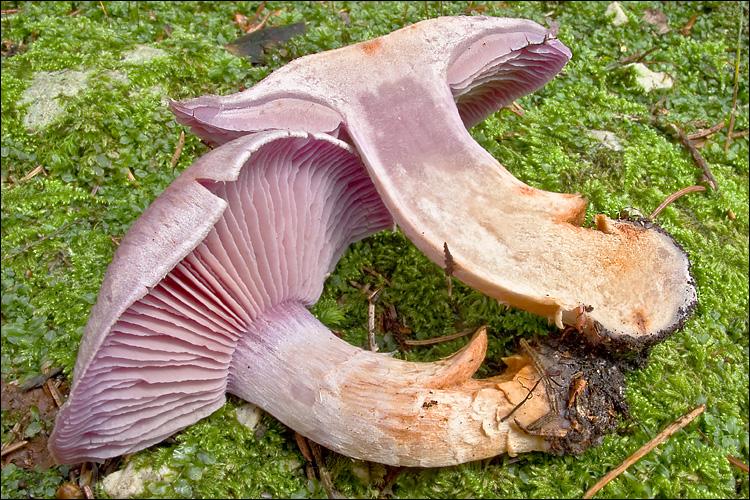
Cortinarius camphoratus
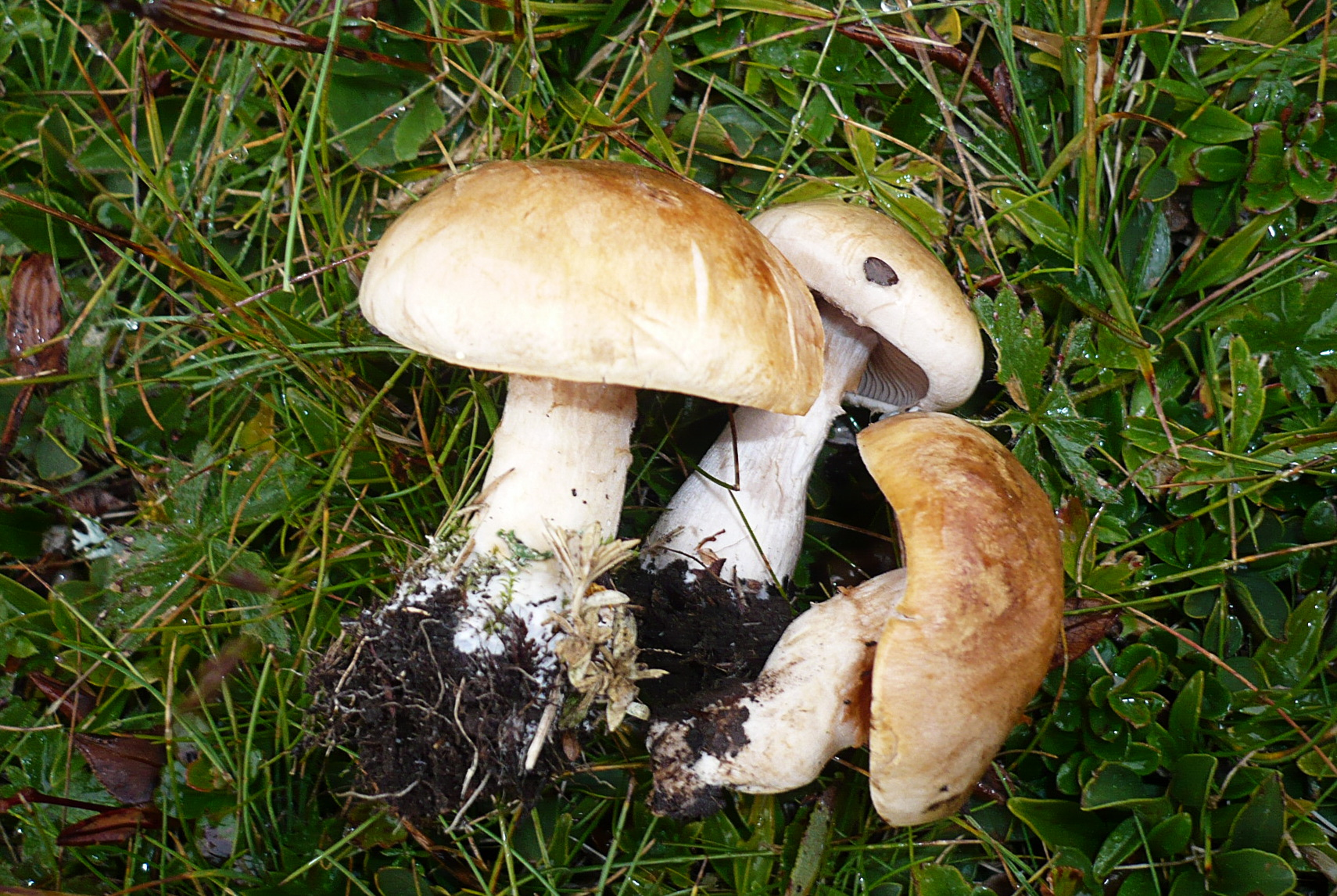
Cortinarius caninus
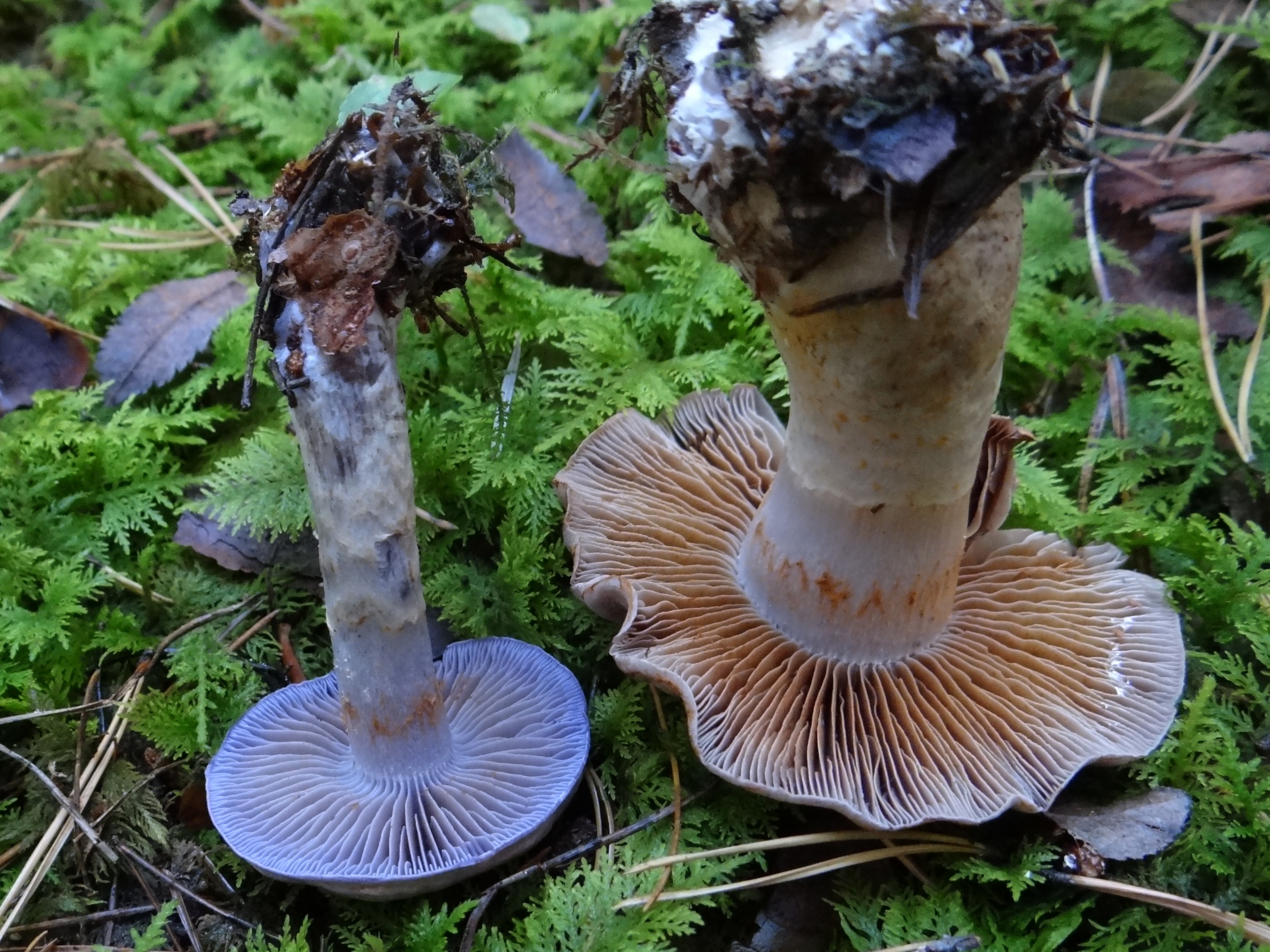
!Cortinarius cyanites!

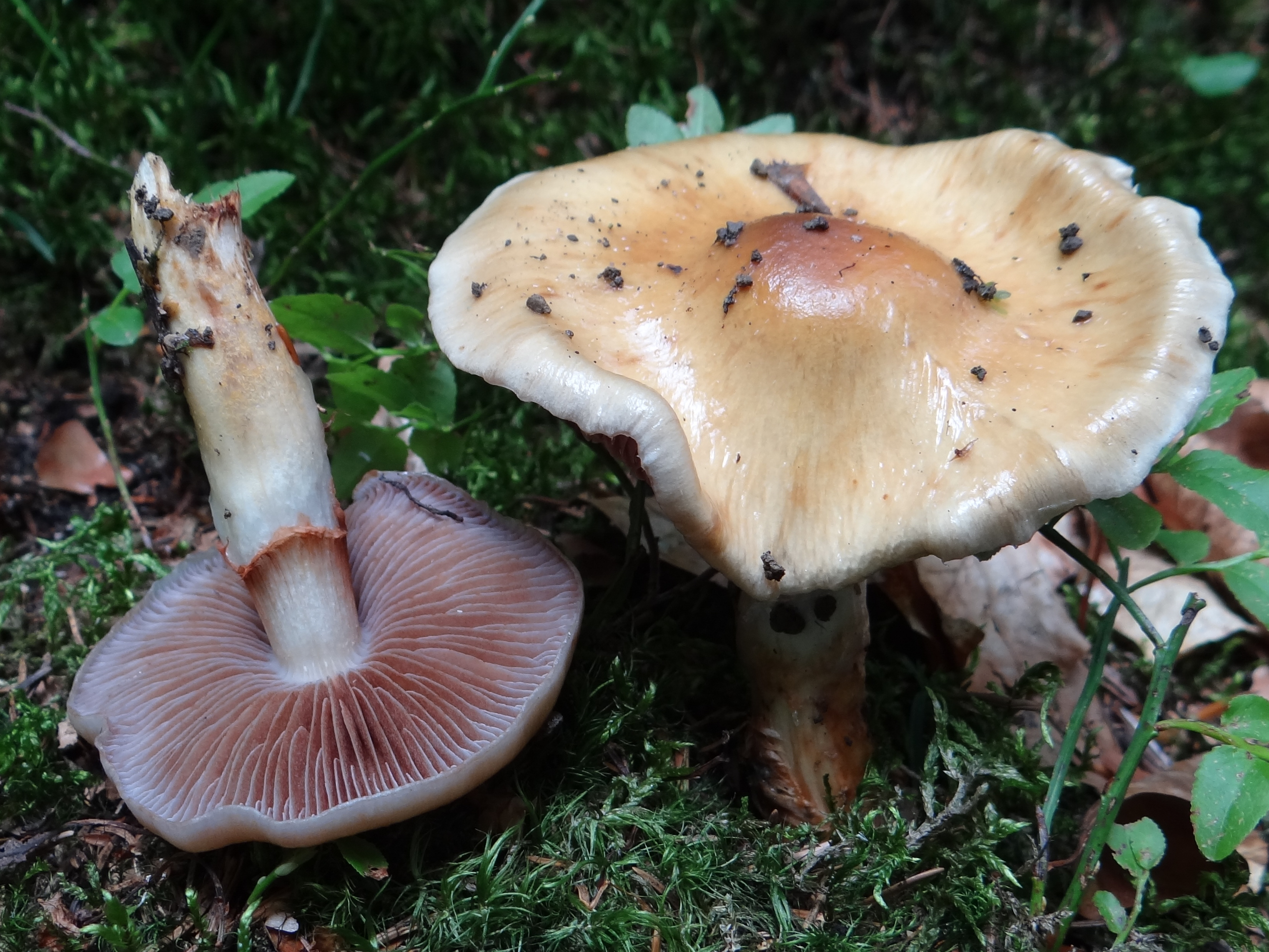
Cortinarius collinitus
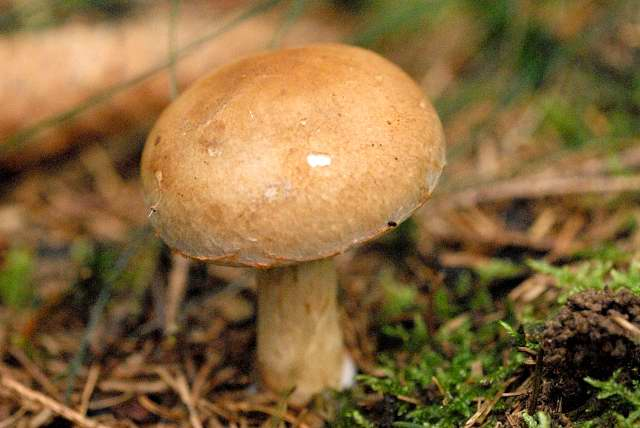
Cortinarius crassus
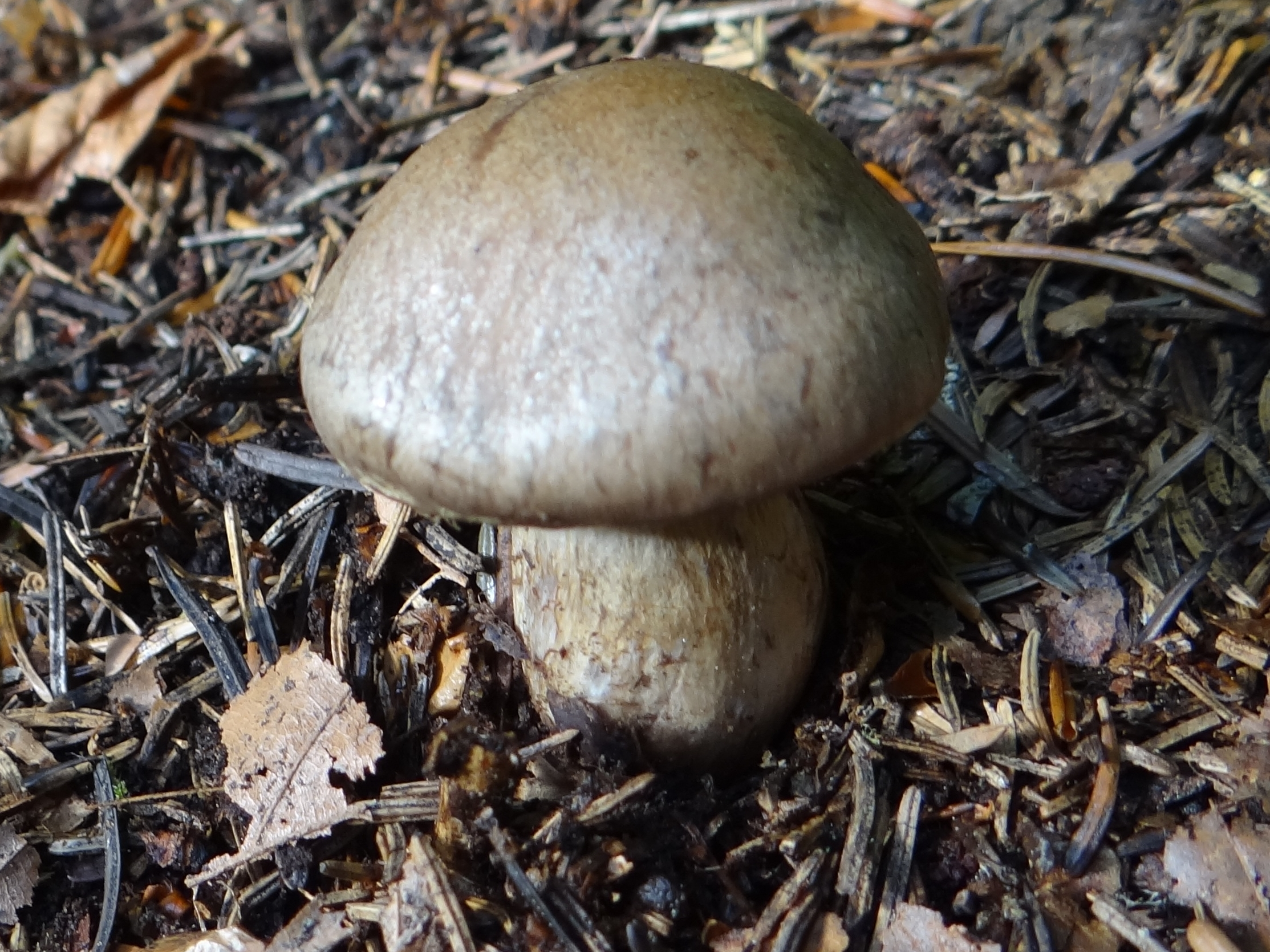
!Cortinarius infractus!
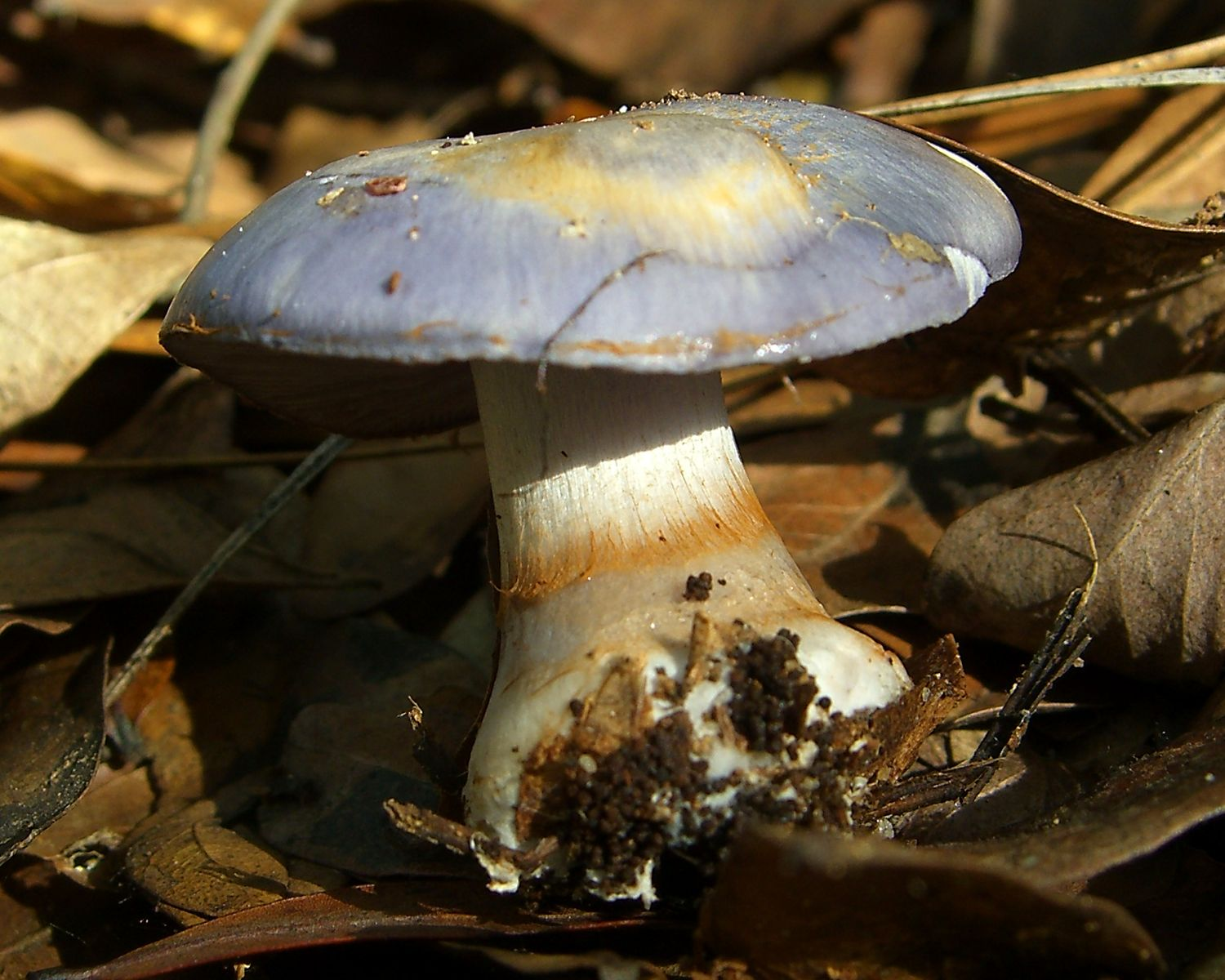
Cortinarius iodes
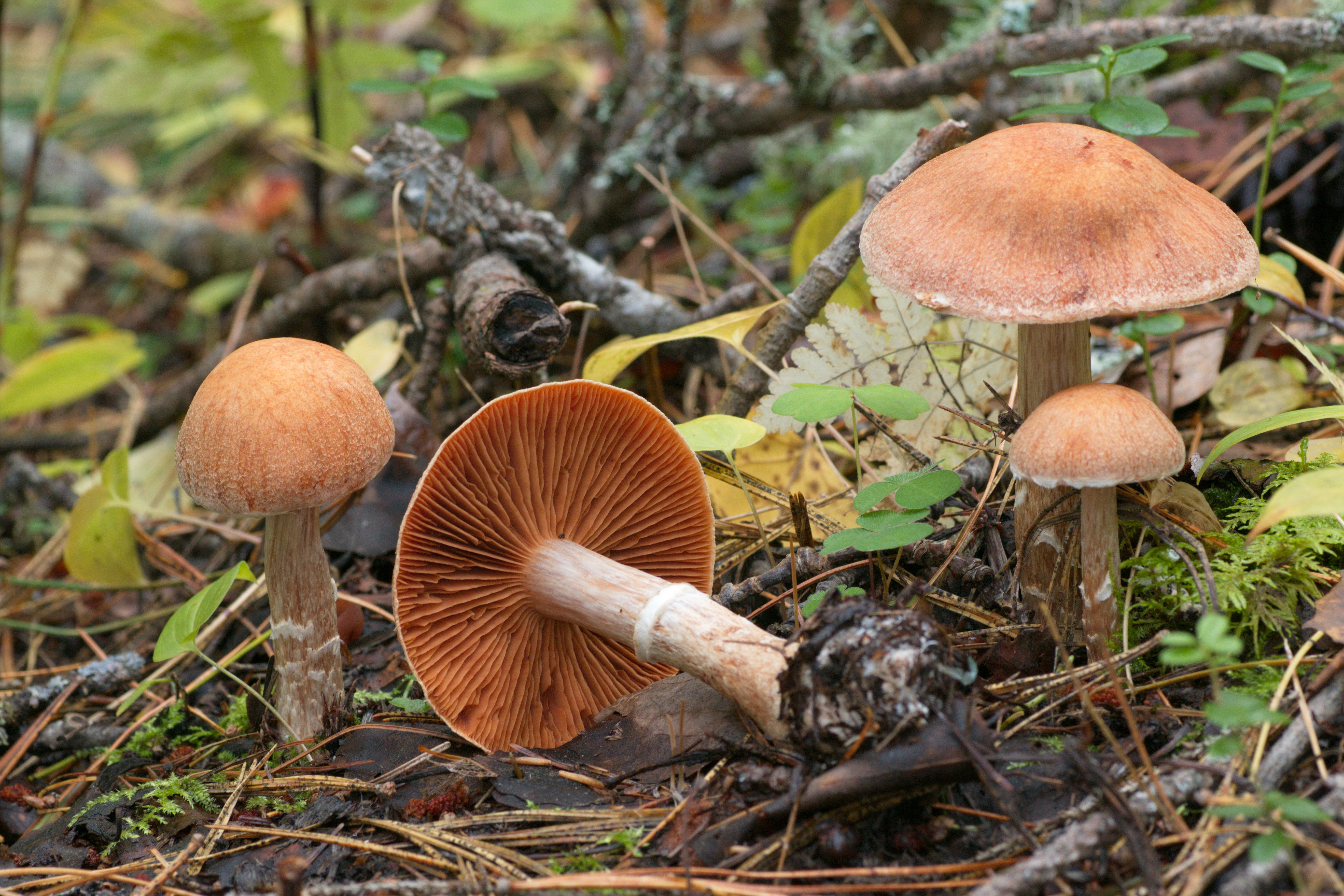
!Cortinarius laniger!
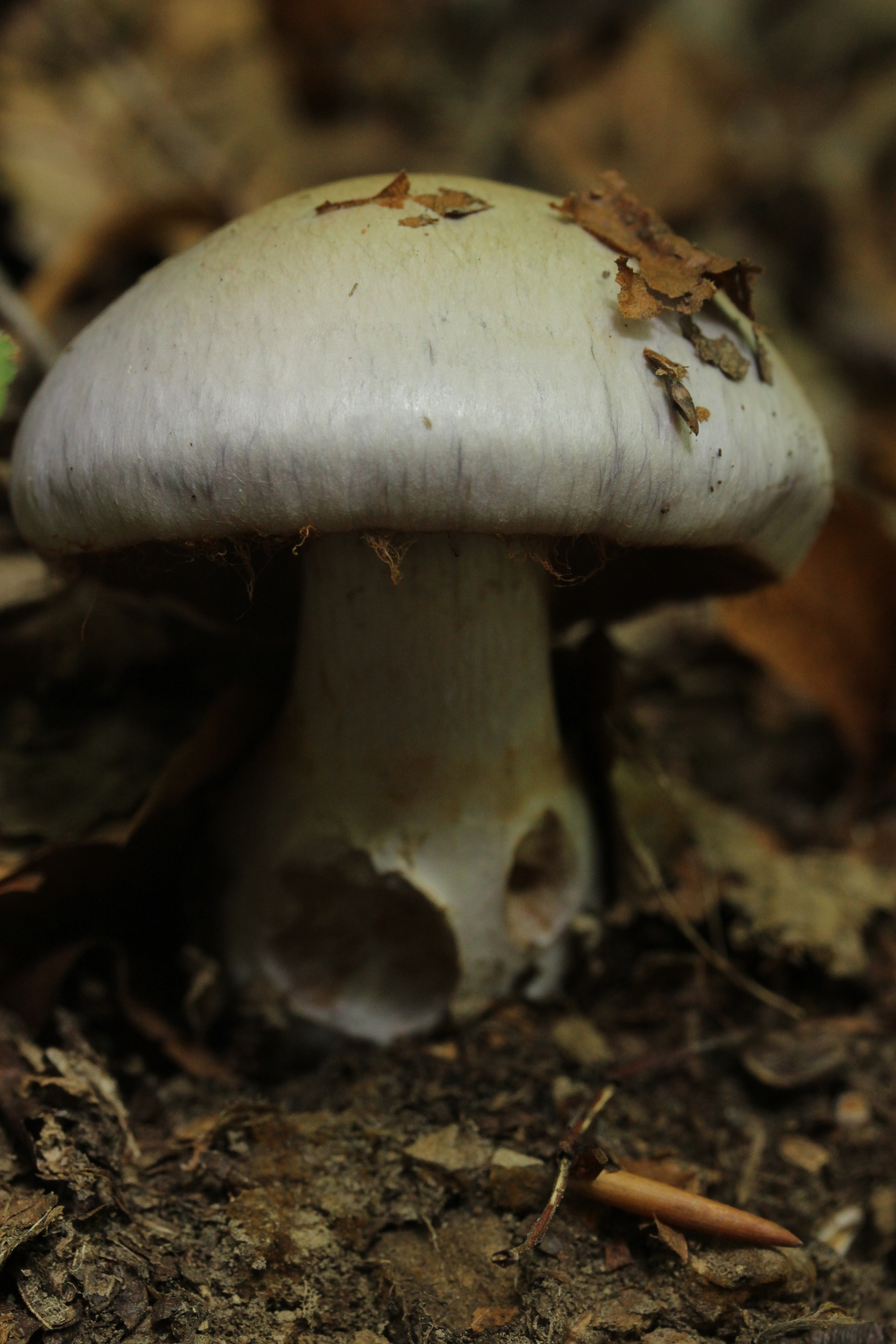
!Cortinarius largus!
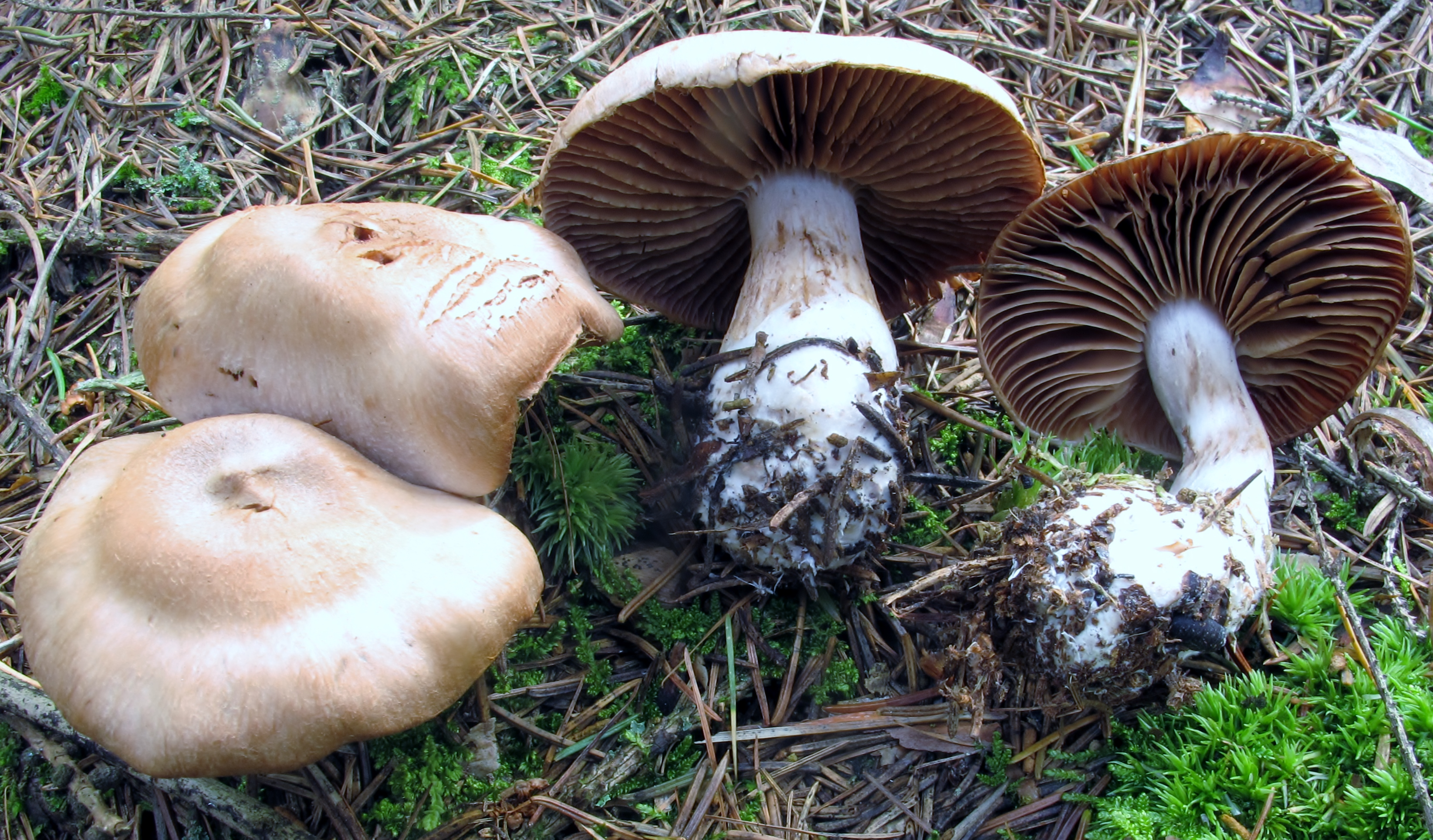
!Cortinarius malachius!

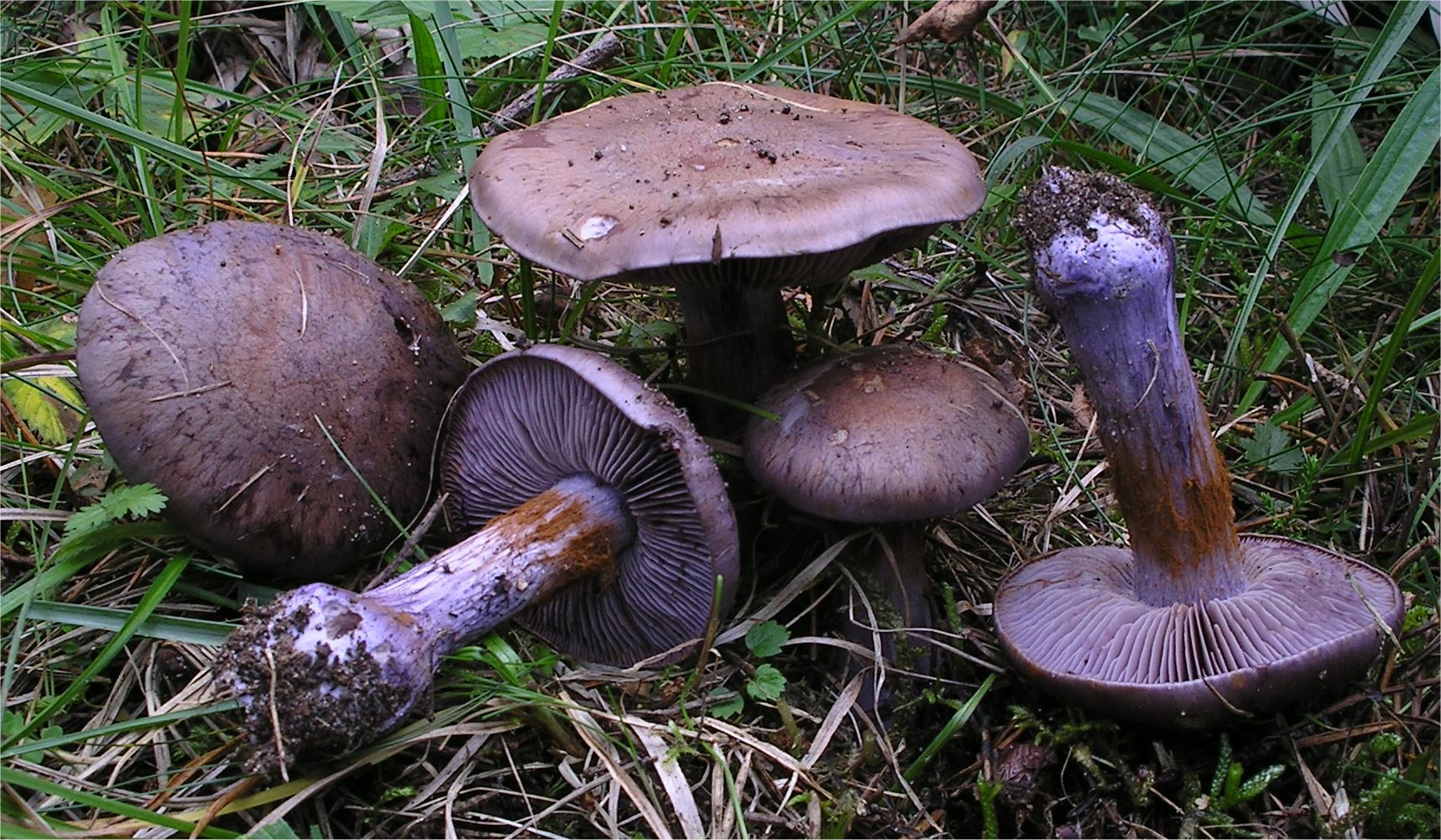
Cortinarius purpurascens
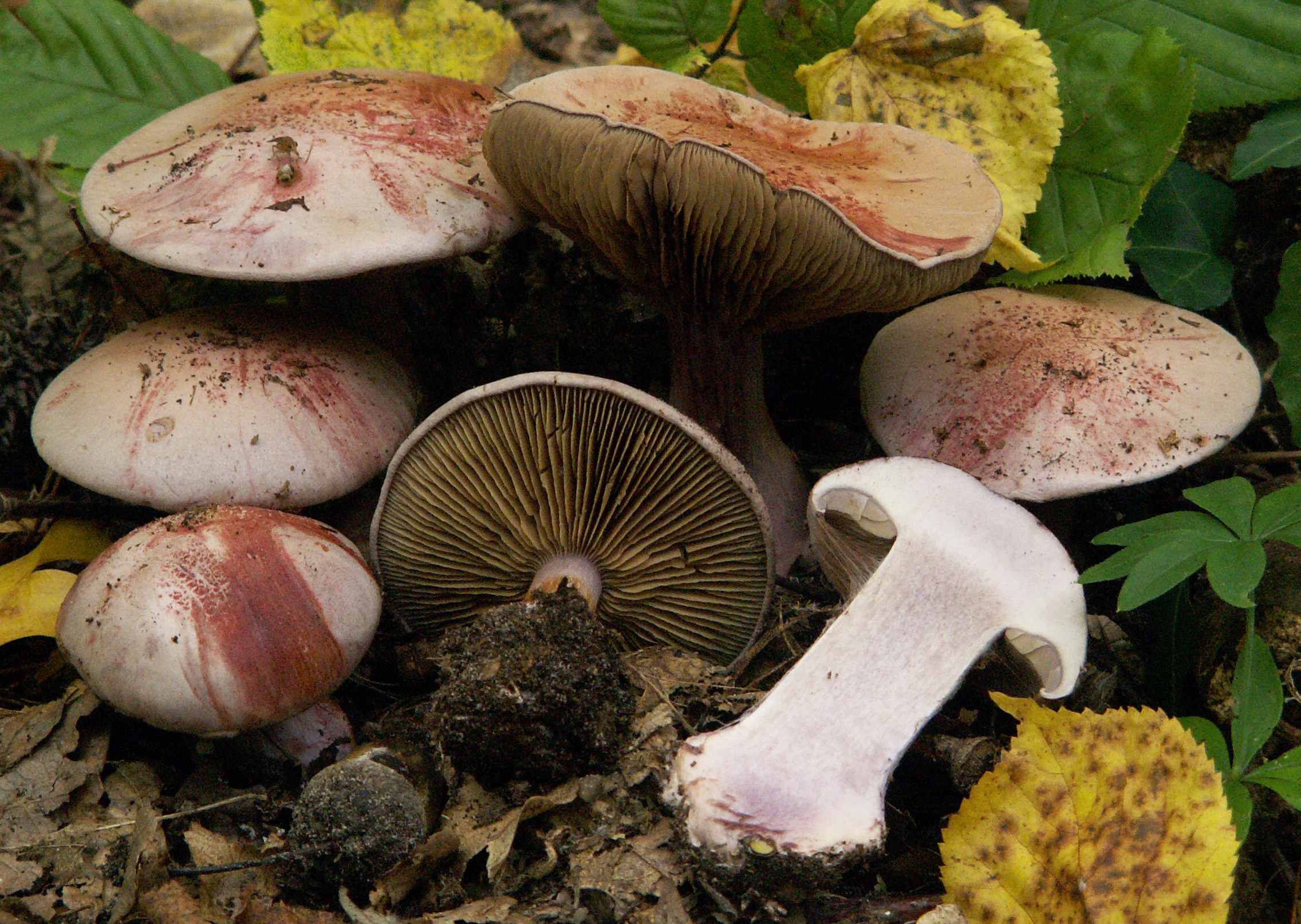
!Cortinarius rufo-olivaceus!
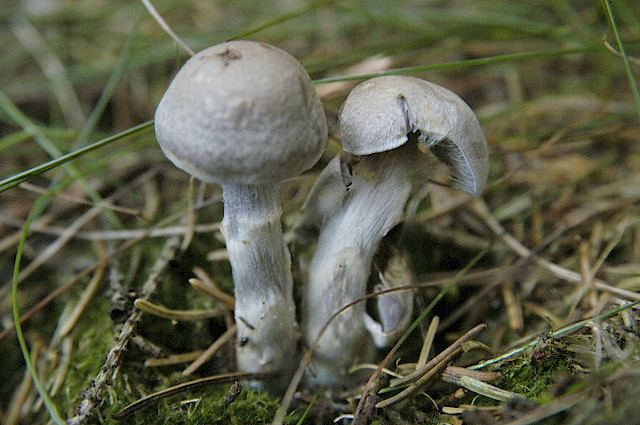
Cortinarius salor
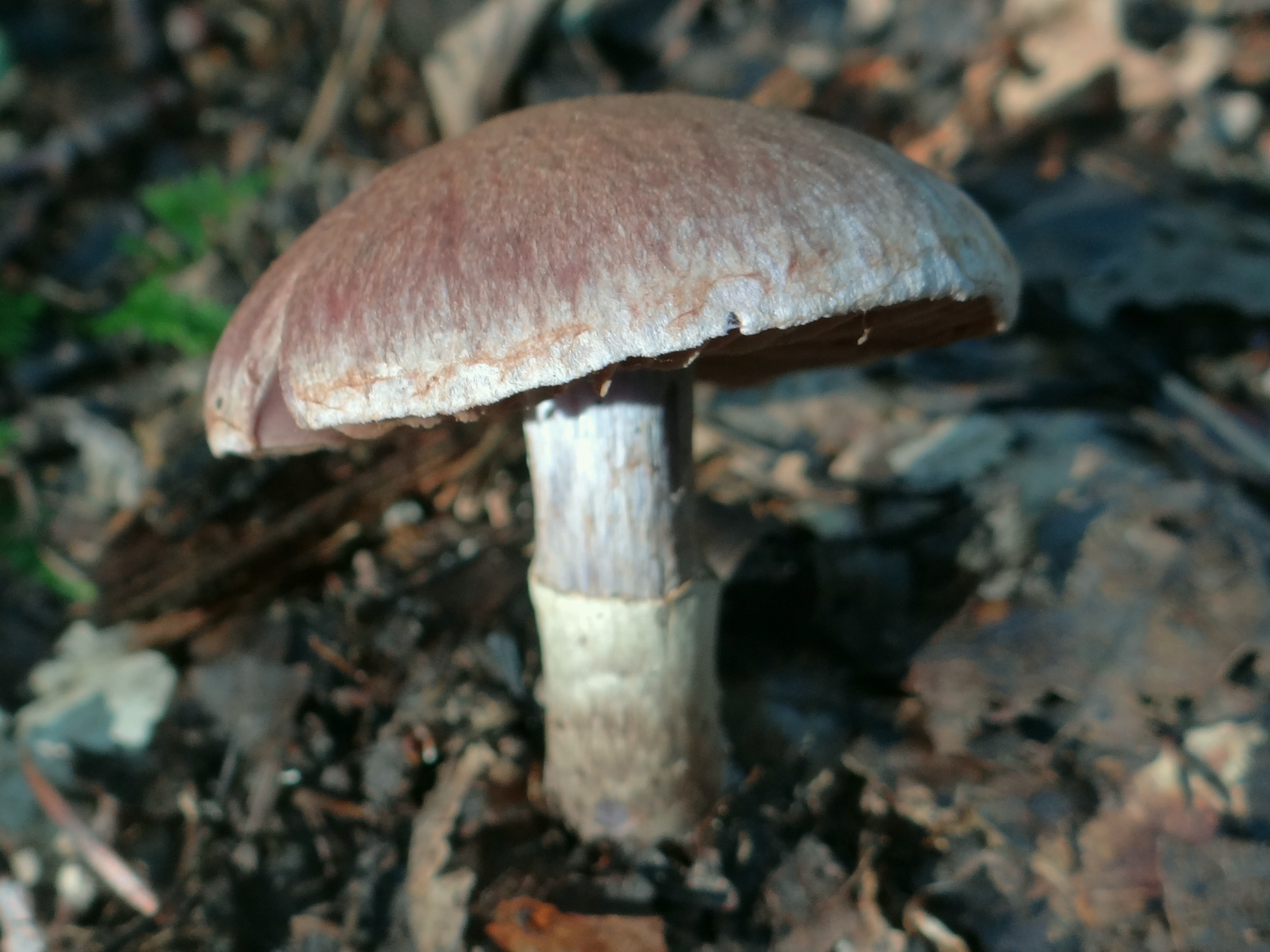
!Cortinarius torvus!
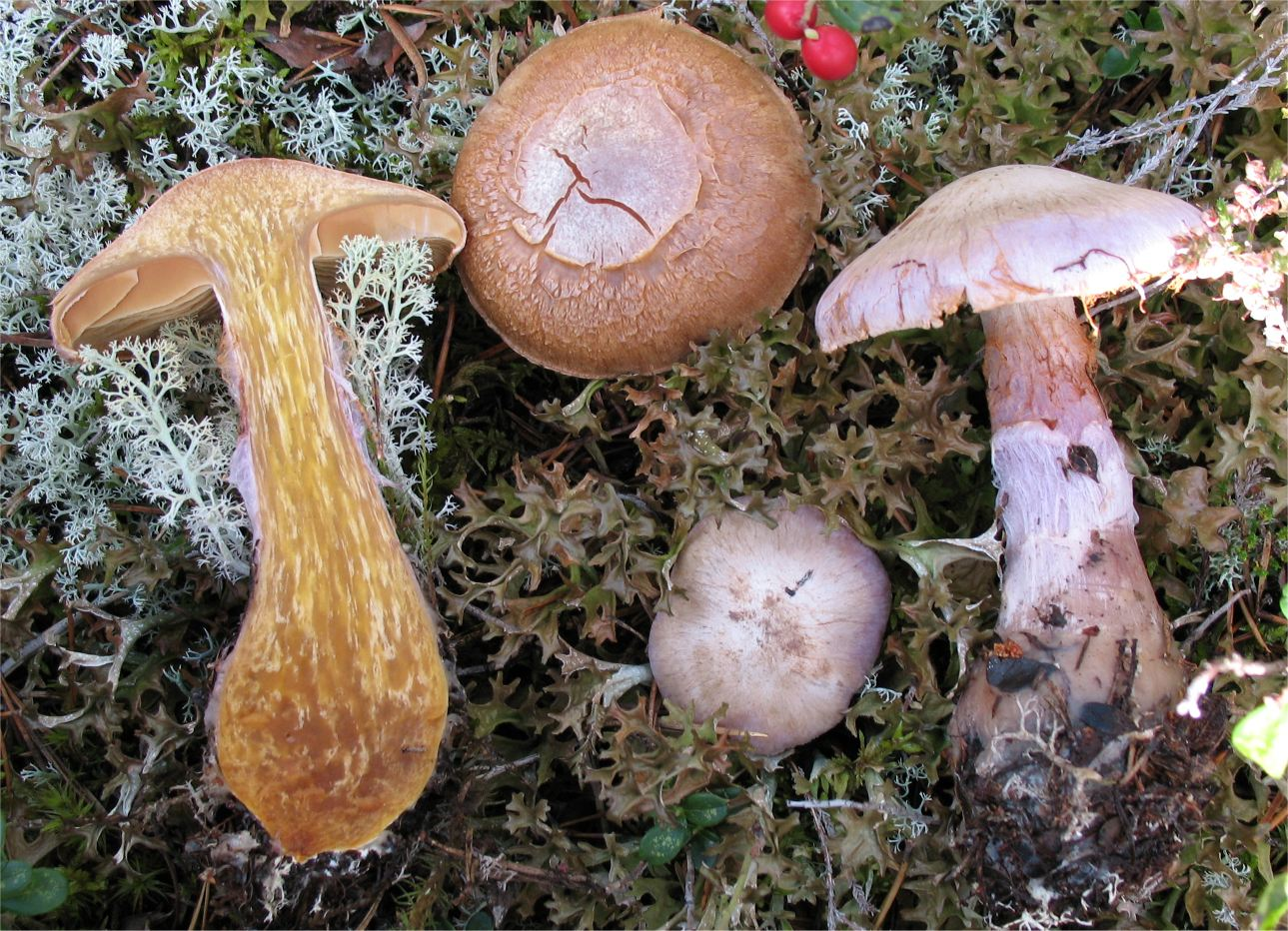
!! Cortinarius traganus!!
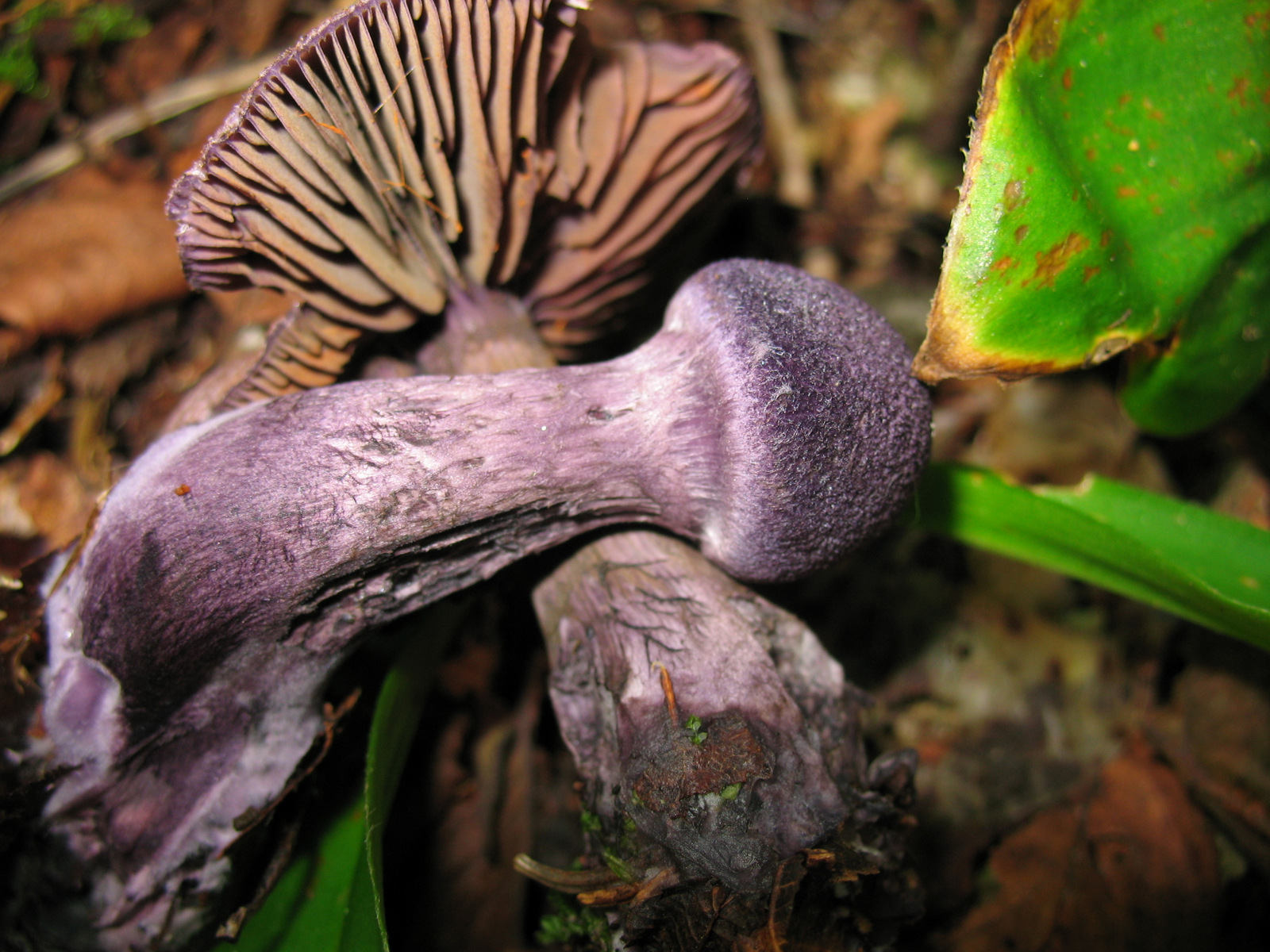
Cortinarius violaceus
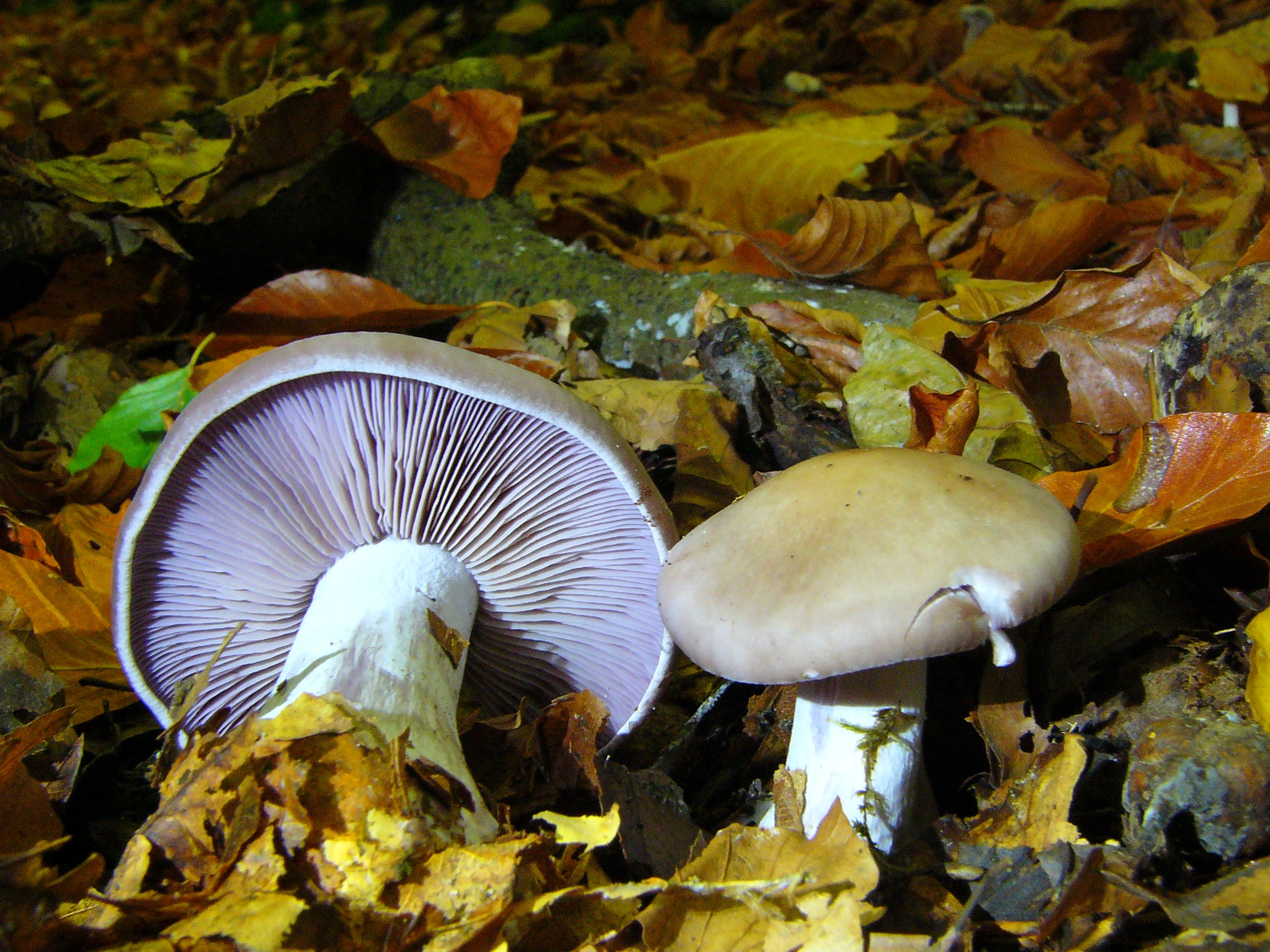
Lepista nuda

## Valorificare
Se recomandă prepararea soiului numai în stadiu tânăr. Totuși, în ciuda cărnii ferme, nu este o delicatesă. Se recomandă la gătit pentru adăugarea la alte soiuri. Rezultate destul de bune se pot atinge prin conservarea în ulei sau oțet după ce au fost tăiate felii groase și prăjite împreună cu usturoi, pătrunjel și piper negru.